# Coronament

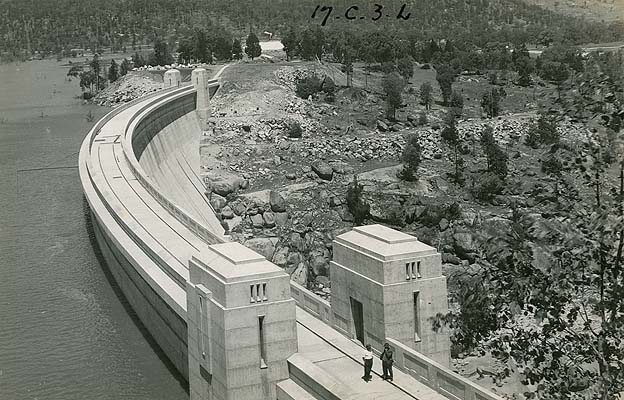
Coronamentul unui baraj

Coronamentul este partea superioară a unui dig, baraj, dig lateral la canalele în rambleu, cu lățimea minimă de 0,50 m și lungimea egală cu cea a lucrării respective. Deseori coronamentul este circulabil, fie numai pentru exploatare, fie pentru circulație generală (în cazul barajului lacului de acumulare), când este consolidat corespunzător.

## Legături externe
- „Coronament” la DEX online